# Червоний Яр (Ізмаїльський район)
Червоний Яр (до 1945 — Китай) — село Кілійської міської громади у Ізмаїльському районі Одеської області в Україні, за 5 км від станції Дзинілор. Населення становить 805 осіб.

## Населення
Згідно з переписом 1989 року населення села становило 862 особи, з яких 403 чоловіки та 459 жінок.
За переписом населення 2001 року в селі мешкало 785 осіб.

### Мова
Розподіл населення за рідною мовою за даними перепису 2001 року:
| Мова       | Відсоток |
| ---------- | -------- |
| румунська  | 86,58 %  |
| українська | 7,95 %   |
| російська  | 4,72 %   |
| болгарська | 0,5 %    |
| гагаузька  | 0,12 %   |